# Liste des types de bateaux
Cette page liste des types de bateaux avec un classement par ordre alphabétique. Dans la mesure du possible, les éléments sont illustrés avec une image représentative.  Par ailleurs, les bateaux n'ayant pas encore d'article sur l'encyclopédie sont décrits succinctement. Les navires individuels sont classés dans la catégorie Nom de bateau.

## A
| Type fonction    | Description succincte | Image        |
| ---------------- | --- | ------------ |
| Aak              | Bateaux fluviaux à voiles à un ou deux mât(s) et fond plat utilisés dans le cours inférieur du Rhin aux Pays-Bas.                            |              |
| Acatium          | Bateau de petite taille de la Grèce antique manié à la rame ou à la voile.                                                                   |              |
| Accon (ou acon)  | 1- Petit bateau à fond plat utilisé comme allège dans les ports. 2- Bateau de pêche à fond plat pour évoluer sur les vasières à marées base. |              |
| Actuaire         | Petit bateau rapide (cf. brigantin). |              |
| Actuariole       | Petit navire du genre de ceux qu'on nommait Actuaires.                                                                                       |              |
| Aérohydroplane   | Parmi les premiers appareils flottants propulsés à hélice et pouvant se soulever de l'eau. Canot qu'actionnent des hélices aériennes.        |              |
| Aéroglisseur     | Appareil amphibie sur coussin d'air à propulsion aérienne.                                                                                   |              |
| ʻalia (voilier)  | Voilier à double coque polynésien traditionnel, à voile austronésienne, utilisé dans les Iles Samoa.                                         |              |
| Allège           | Navire de servitude portuaire ou fluvial | À gauche     |
| Annexe           | Petite embarcation permettant le déplacement entre un navire en mouillage et le rivage.                                                      | Bateau manié |
| Amatasi          | Grande pirogue à balancier traditionnelle, à voile austronésienne, utilisé sur les Iles Samoa.                                               |              |
| Arawa (pirogue)  | Grande pirogue de mer maori |              |
| Asphaltier       | Navire-citerne consacré au transport de l'asphalte.                                                                                          |              |
| Aviso            | 1- Petit navire de guerre à voile, armé, rapide servant à la communication. 2- Classe de petites corvettes à vocation généraliste            |              |
| Aviso colonial   | Petit navire de guerre utilisé entre le XIXe siècle et le milieu du XXe siècle dans les colonies françaises.                                 |              |
| Aviso goélette   | |              |
| Aviso torpilleur | |              |

## B
| P1 |

| P1 |

| P1 |

| P1 |

## C
| Type                          | Description | Image                                                                                                |
| ----------------------------- | --- | --- |
| Cabin cruiser                 | Bateau à moteur de plaisance dont la cabine est aménagée pour l'habitation. | |
| Câblier                       | Navire spécialisé dans la pose, le relevage et l’entretien des câbles sous-marin pour l'acheminement de télécommunications ou le transport de l'énergie électrique.                                                  | |
| Caboteur                      | Navire effectuant une navigation de cabotage sur une courte distance, le long des côtes. | Saint-Malo harbour-02                                                                                |
| Caboteur fluvio-maritime      | Petit navire qui peut aller dans les océans ainsi que profondément à l'intérieur des terres par fleuves et canaux.                                                                                                   | Sea-river coaster                                                                                    |
| Caïque ou saïque              | Ancien petits bateaux rustiques, à rames ou à voiles, utilisés dans le bassin oriental de la Méditerranée1 et en mer Noire.                                                                                          | |
| Cange                         | Bateau léger, étroit et rapide, mesurant entre 16 et 20 mètres de long, qui servait aux voyages sur le Nil. | |
| Canoë                         | Pirogue légère non pontée, mue à la pagaie simple, destiné à la navigation sur les rivières et les lacs. | Morris-canoe-600                                                                                     |
| Canonnière                    | Navire de guerre léger, armé d'une ou de plusieurs pièces d'artillerie. | |
| Canot                         | Embarcation, de petite taille propulsée à la rame, la godille, la pagaie, la voile ou au moteur. | Norwegian pram                                                                                       |
| Canot automobile              | | |
| Canot de sauvetage            | Bateau conçu à sa construction pour porter assistance aux équipages des navires en difficulté ou en perdition. Désigne aussi les embarcations de sauvetage à bord d'un gros navire.                                  | |
| Canot de secours              | Embarcation généralement gonflable munie d'un moteur hors-bord utilisée sur les navires pour récupérer un homme à la mer ou des naufragés en général.                                                                | Hertfordshire Fire & Rescue service Training & development van (7691903400)                          |
| Canot de survie               | Engin collectif de sauvetage. | Retournement radeau 1                                                                                |
| Canot pneumatique             | Canot en caoutchouc souvent employé comme engin de sauvetage. | La Rochelle Zodiac                                                                                   |
| Canot pneumatique semi-rigide | | |
| Caorlina                      | Barque de transport à rames utilisée dans la lagune de Venise en Italie. Il existait en différents types, en fonction de l'utilisation :Aujourd'hui, seule la version de régate en contreplaqué marin existe encore. | Vogalonga 2010 - Caorlina 375                                                                        |
| Cap-hornier                   | Navire qui a franchi le cap Horn dans un sens ou dans l'autre. | |
| Caracore                      | | |
| Caraque                       | Grand navire de la fin du Moyen Âge permettant un gros emport de charge. | SantaMaria                                                                                           |
| Caravelle (navire)            | Navire à voiles à hauts bords inventé par les Portugais. | Portuguese Caravel                                                                                   |
| Caravelle (dériveur)          | Nom commercial donné à une classe de dériveur-école. | Caravelle deriveur (1)                                                                               |
| Carèbe                        | Type de voilier de pêche et de cabotage tunisien. | |
| Cargo                         | Bavire de commerce ou navire marchand dont le rôle consiste à transporter des marchandises sous diverses formes en utilisant la voie maritime.                                                                       | Crgot Taillefer III Port de palais, Bretagne                                                         |
| Cargo polyvalent              | Navire de charge destiné au transport de marchandises peu spécialisés. | Pavel Korchagin cargo ship                                                                           |
| Cargo-boat                    | | |
| Casco                         | Barge à voiles à deux-mâts originaires des Philippines, utilisé pour le transport fluvial ou comme allège dans les ports.                                                                                            | Tagalog Casco barge                                                                                  |
| Caseyeur                      | Bateau de pêche en usage notamment en Bretagne, utilisant des casiers destinés à la pêche aux tourteaux, araignées, homards et étrilles.                                                                             | |
| Catalane                      | Bateau de pêche traditionnel utilisé le long de la côte occidentale de la Méditerranée. | La barque catalane "Albada"                                                                          |
| Catamaran                     | Bateau possédant deux coques. | Retro-Style Catamaran at Pulicat-Lake-South-India                                                    |
| Catboat                       | Voilier à un seul mât. | Cat boat Brek Marshall                                                                               |
| Catur                         | | |
| Célès                         | | |
| Cercure                       | | |
| Céréalier                     | Navire vraquier spécialisé dans le transport de céréales. | La Rochelle - Chargement bateau (1)                                                                  |
| Chaland                       | Grand bateau romain à fond plat, employé sur les rivières, les canaux et les rades et servant au transport de matériel.                                                                                              | Le chaland ostréicole GERMAINE (5)                                                                   |
| Chaloupe                      | Désigne soit un ancien voilier de pêche ou de commerce, soit une grosse embarcation sur des navires. | Chaloupe par N Ozanne                                                                                |
| Chaloupe armée                | | |
| Chalutier                     | Bateau de pêche qui doit son nom au chalut, le filet qu'il utilise | Chalutier et chalut                                                                                  |
| Chalutier à perche            | Type particulier de bateau de pêche où le filet est fixé à une perche déployée sur le côté, pour capturer des poissons de fond.                                                                                      | |
| Charbonnier                   | Navire vraquier destiné à transporter exclusivement du charbon. | USS Vestal (AC-1) at anchor, circa 1909-1912 (NH 43620)                                              |
| Chasse-marée                  | Grande chaloupe de pêche rapide sur la côte atlantique en Bretagne. | |
| Chasseur de mines             | Navire de guerre des mines qui utilise un sonar pour détecter les mines et détruit des mines individuelles à l'inverse des dragueurs de mines.                                                                       | |
| Chatte                        | | |
| Chebec                        | Petit bateau méditerranéen à voile et à aviron. | |
| Chelande                      | Variété de navire byzantin à rame, puis à voile, armé pour la guerre, proche du Dromon. | |
| Chelingue                     | | |
| Chimiquier                    | Bavire-citerne destiné au transport de produits chimiques. | |
| Chitiha                       | | |
| Chris-Craft                   | Bateaux issus de l'entreprise Chris-Craft | |
| Cigare (bateau)               | | |
| Cimentier                     | Navire vraquier spécialisé dans le transport de ciment qui se distingue par l'utilisation de systèmes autodéchargeants.                                                                                              | |
| Cinq-mâts                     | Navire à voiles doté de cinq mâts. | SV Royal Clipper2                                                                                    |
| Citernier                     | Navire de charge utilisé pour le transport de liquides (pétrole, produits chimique, huile) en vrac, dans de grandes citernes ou cuves.                                                                               | Schooner 'Thomas W. Lawson' 1902-1907a                                                               |
| Classe J                      | Grands voiliers de course construits entre 1930 et 1937 selon la Jauge universelle. | Velsheda solent (416500624)                                                                          |
| Clipper                       | Bateau à voile à trois mâts ou plus fait pour convoyer le plus vite possible des denrées périssables. | |
| Contre-torpilleur             | Navire de guerre capable d'attaque comme de défense. Il possède des moyens de lutte antiaérienne, anti-sous-marine et anti-navire.                                                                                   | USS John Paul Jones DDG-53                                                                           |
| Coquillier ou coquillard      | Petit bateau de pêche utilisé pour draguer la coquille Saint-Jacques. | |
| Coracle                       | Aussi appelé en arabe goufa ou kouffa, en hindi parisal, en tibétain kudru ou kowa, en vietnamien ghe thùng chài, en chinois hoï an c'est un bateau panier utilisé à travers le monde.                               | Picturesque Homes of Wealthy Jews along the Tigris in North Bagdad, Irak, Mesopotamia. (29591543012) |
| Corallière                    | | |
| Cordier                       | Bateau spécialisé dans la pêche à l'aide de « cordes ». | |
| Cordier du Cotentin           | Voilier de pêche d'une dizaine de mètres originaire du Cotentin. | |
| Corocore                      | | |
| Corvette                      | Catégorie de petit navire de guerre, léger et rapide. | Corvette La Capricieuse                                                                              |
| Cotre                         | Voilier à un mât gréé en voile aurique à plusieurs focs, rapide et maniable. | |
| Coulé                         | | |
| Coureau                       | Gabare de transport traditionnelle de fret à fond plat originaire de la Gironde et de la Dordogne. | Gabare 2                                                                                             |
| Couralin                      | Bateau à fond plat, utilisé depuis des siècles pour les déplacements et la pêche, dans le sud-ouest de la France. | Barque port d'Urt                                                                                    |
| Crayer                        | | |
| Crevettier ou chevrettier     | Chalutier d'une vingtaine de mètres de long spécialisé dans la pêche à la crevette. | |
| Croiseur                      | Navire de guerre léger polyvalent pour le combat en mer. | French heavy cruiser Suffren in Hampton Roads on 15 October 1931                                     |
| Croiseur de bataille          | Navire de guerre apparu au début du xxe siècle semblables aux cuirassés. | SMS von der Tann LOC 16927u                                                                          |
| Cuirassé                      | Grand navire de guerre apparu à partir du milieu du xixe siècle protégé par un blindage épais et équipé de pièces d'artillerie de gros calibre.                                                                      | |
| Cuirassé rapide               | Cuirassé dont le développement est focalisé sur la vitesse. | |
| Currach, curragh ou curach    | Bateau léger des côtes ouest de l'Irlande. | Currach                                                                                              |
| Cuseforme                     | | |

## D
| Type                          | Description succincte | Image                                                                       |
| ----------------------------- | --- | --------------------------------------------------------------------------- |
| Dahabieh ou Dahabi            | Bateau fluvial spécifique à l'Égypte. |                                                                             |
| Dériveur                      | Voilier monocoque dont la « dérive » est rétractable. On peut distinguer les dériveurs sans lest (dériveurs légers) et les dériveurs avec lest (dériveurs lestés, dériveurs intégraux).                                                                  | Dériveurs dans l'avant-port de La Rochelle                                  |
| Destroyer                     | Navire de guerre capable de défendre ou d'attaquer. Il possède des moyens de lutte antiaérienne, anti-sous-marine et anti-navire. | USS John Paul Jones DDG-53                                                  |
| Dette (bateau)                | |                                                                             |
| Dinga                         | Barque traditionnelle ancienne utilisée sur la côte de Malabar en Inde. |                                                                             |
| Dinghy                        | Petite embarcation à calcutta. Désigne aussi une annexe ou comme embarcation de sauvetage sur un gros navire. | Dinghy                                                                      |
| Djemé d'Alexandrie            | |                                                                             |
| Dogre                         | Voilier doté d'un viver utilisé jadis pour la pêche du hareng et du maquereau dans la Manche. |                                                                             |
| Dogrebot                      | Petit navire de pêche hollandais |                                                                             |
| Doni                          | Bateau polyvalent à voile latine ou à moteur, rencontré en Inde, aux Maldives et au Sri Lanka. | Dhonitokyoahead                                                             |
| Doris                         | Petite embarcation à fond plat d'origine nord-américaine. |                                                                             |
| Drague                        | Navire de services utilisé près des ports pour lutter contre l'ensablement et l'envasement, pour maintenir la profondeur. | Dredge ship in China                                                        |
| Drague à disque désagrégateur | Aussi appelée drague à cutter ce bateau sert à désagréger les matériaux avant leur pompage et refoulement. | 2012-05-28 Cuxhaven DSCF0018                                                |
| Drague à élinde traînante     | Navire qui aspire les matériaux présents au fond de l'eau à l'aide de tubes reliés à un système de pompage. | SleephopperzuigerRainbow                                                    |
| Drague à godets               | Ponton sur lequel est gréée une pelleteuse de taille en général importante. Elle peut travailler avec des chalands ou remorqueur-pousseur. |                                                                             |
| Dragueur de mines             | Navire de guerre qui utilise une drague remorqué dans une zone susceptible d'être minée. | ORP Sarbsko project207P                                                     |
| Drakkar                       | Catégorie de navires Viking utilisé pour la conquête ou pour le commerce. | Gokstadskipet                                                               |
| Dromon                        | Navire long, manœuvrant et rapide mû à la rame et voile employé dans l'Empire byzantin. | Model of a Byzantine warship (dromon) at Athens War Museum on 12 April 2019 |
| Dryak                         | |                                                                             |
| Dundee                        | Nom d'un bateau de travail à voile utilisé pour la pêche au hareng, au thon, à la langouste... |                                                                             |
| Dungiryah                     | |                                                                             |
| Dynamoptère                   | Engin à voile qui a pour vocation de naviguer sur l'eau à très grande vitesse à l'aide d'une voile libre pensée selon le principe du cerf-volant. Concept imaginé en 1850 par Jean-Daniel Colladon, le dynamoptère n'existe que sur le plan du principe. |                                                                             |

## E
| Type                | Description succincte | Image |
| ------------------- | --- | ----- |
| Embarcation         | Sur un navire, sert d'annexe (chaloupe, canot d'état major, baleinière, yole, doris), ou d'engin de sauvetage.                 |       |
| Escorteur           | Navire de guerre qui avait pour mission de protéger les convois océaniques et les escadres des attaques des sous-marins.       |       |
| Escorteur d'escadre | Type de dix-huit bâtiments de la Marine nationale française dérivés des contre-torpilleurs, de la famille OTAN des destroyers. |       |

## F
| Type                | Description succincte | Image       |
| ------------------- | --- | ----------- |
| Felouque            | Petit bateau à voile le long du Nil, de la mer Rouge et de l'Est méditerranéen pour le transport d'une dizaine de passagers.                                   |             |
| Ferry ou traversier | Navire permettant le transport maritime d'autres véhicules et de passagers sur de courtes distances.                                                           |             |
| Filadière           | Bateau traditionnel de Basse-Dordogne, Basse-Garonne et de l'estuaire de la Gironde utilisé pour la pêche, le transport et la plaisance.                       |             |
| Fileyeur            | Navire de pêche pratiquant un art dormant. |             |
| Flat                | |             |
| Flambart            | Petit bateau de pêche puissant originaire de Normandie, il est utilisé pour diverses activités : pêche à la sardine, dragage des huîtres, transport de goëmon. |             |
| Flobart             | Bateau d'échouage capable de flotter dans moins de trente centimètres d'eau, utilisé pour la pêche à Calais.                                                   |             |
| Flûte               | Navire de charge néerlandais de trois mâts apparu aux Pays-Bas.                                                                                                |             |
| Foiler              | Voilier qui utilise la portance dynamique (liée à la vitesse) de plusieurs foils.                                                                              |             |
| Fougue              | |             |
| FPSO                | Bâtiment pour le traitement et le stockage des hydrocarbures et le stockage du pétrole, du gaz naturel ou des huiles produits en mer.                          | MystrasFPSO |
| Frégate             | Originaire de Méditerranée, entre le vaisseau et la corvette ce bateau sert à la protection, au combat et parfois en patrouille.                               | FS Surcouf  |
| Frégate cuirassée   | |             |
| Fuste               | Bâtiment à voiles et à rames utilisé pour surveillance des côtes et le transport de courrier en Méditerranée.                                                  |             |
| Fûtreau             | Barque d'usage local sur la Loire. | Blois 20    |

## G
| Type                                 | Description succincte | Image                                                               |
| ------------------------------------ | --- | ------------------------------------------------------------------- |
| Gabare                               | Bateau (fluvial ou maritime) traditionnel de l'ouest de la France destiné au transport de marchandises. |                                                                     |
| Galéasse                             | Grand navire à trois-mâts à voiles latines et rames, plus grande que les galères. |                                                                     |
| Galère                               | Navire à rames et voiles latines à fonction essentiellement militaire. |                                                                     |
| Galion                               | Grand navire à voiles armé, naviguant en escorte et destiné aux échanges avec les colonies européennes entre le xvie et le xviiie siècle.                                                                               |                                                                     |
| Galiote                              | Désigne trois types de navires de haute mer différents, ainsi qu'un type de bateau fluvial : 1 - Navire à rames devenu voilier 2 - Navire de commerce à voile hollandais 3 - Navire de guerre 4 - Coche d'eau française |                                                                     |
| Galoubille ou Galoupille ou Galoubie | Petite embarcation fluviale (associée à la Loire), |                                                                     |
| Galupe                               | Aappellation gasconne des anciennes gabares. Ce type de barque à fond plat était utilisée pour le transport fluvial des marchandises.                                                                                   | Bayonne, rive de l'Adour - Fonds Ancely - B315556101 A MALBOS 2 014 |
| Garoo-ku                             | |                                                                     |
| Garde-côtes                          | Bateau servant à l'application des lois d'une administration dans les zones maritimes sous sa juridiction. | Rio Uruguay garde cote argentin                                     |
| Garde-pêche                          | |                                                                     |
| Gay-boa                              | |                                                                     |
| Gay-diang                            | |                                                                     |
| Gay-you                              | |                                                                     |
| Gig (bateau)                         | |                                                                     |
| Goélette                             | Voilier équipé de deux à sept mâts, apparu entre le xvie et le xviie siècle. « goëlette » vient probablement de « goéland » par analogie avec l'aspect effilé de ces navires.                                           |                                                                     |
| Goélette à trois mâts                | Navire à voile de type goélette, dotée de trois mâts. | Schooner Linden                                                     |
| Goélette Saint Pierraise             | |                                                                     |
| Gommier                              | Pirogue de navigation des indiens Caraïbes taillée dans le tronc d'un gommier. |                                                                     |
| Gondole                              | Barque de couleur noire à une rame utilisée dans la ville de Venise en Italie. |                                                                     |
| Gourabe                              | Grand voilier de commerce ou de guerre, utilisé aux xviiie et xixe siècles sur les côtes de l'Inde. | Bombay grab                                                         |
| Gourse                               | |                                                                     |
| Grands voiliers en fer               | Voilier de transport de charge construit en fer permettant d'augmenter considérablement la longueur des navires. |                                                                     |
| Grésillon                            | |                                                                     |
| Gribane                              | |                                                                     |
| Gros bois                            | |                                                                     |
| Grumier                              | Navire de charge spécialisé dans le transport de bois en grumes. |                                                                     |
| Gulet                                | Un gulet est un voilier à deux mâts, utilisé en Turquie pour le tourisme. Il dérive de la goélette.Sur les autres projets Wikimedia :                                                                                   |                                                                     |

## H
| Type              | Description succincte | Image                            |
| ----------------- | --- | -------------------------------- |
| Harenguier        | Bateau de pêche conçus pour pêcher des harengs dans un long filet dérivant.                                                                                 | Steam Drifter Lydia Eva          |
| Heut              | |                                  |
| Homardier         | Navire de pêche spécialisé dans la pêche au homard. |                                  |
| Hors-bord         | Bateau équipé d'un moteur Hors-bord. | 140PS-Aussenbordmotor-suzuki     |
| Houari            | Type de voile et de gréement. |                                  |
| Hourque           | Navire d'origine néerlandaise de transport à deux mâts, utilisé en Mer du Nord, du xive siècle jusqu'à la fin du xixe siècle.                               |                                  |
| Huilier (navire)  | Navire-citerne destiné au transport d'huile, le plus souvent d'huile végétale alimentaire en vrac dans de grandes citernes et déchargée au moyen de pompes. |                                  |
| Huissier (bateau) | |                                  |
| Hydroglisseur     | Embarcation à fond plat et propulsée par une hélice aérienne.                                                                                               |                                  |
| Hydroptère        | Type de bateau dont la coque s’élève et se maintient en équilibre hors de l’eau à partir d'une certaine vitesse.                                            | Peterhof hydrofoil (18272163540) |

## J
| Type    | Description succincte                                                                                        | Image |
| ------- | --- | ----- |
| Jahazi  | Type de voilier traditionnel originaire de la côte ouest de Madagascar et de la côte orientale de l’Afrique. |       |
| Jangada | Embarcation traditionnelle emblématique des côtes brésiliennes.                                              |       |
| Jonque  | Bateau traditionnel d'Asie.                                                                                  |       |
| Jukung  | Voilier de pêche traditionnel indonésien.                                                                    |       |

## K
| Type                     | Description succincte | Image                     |
| ------------------------ | --- | ------------------------- |
| Kalice                   | |                           |
| kalié                    | |                           |
| Kayak                    | Type de pirogue légère utilisant une pagaie initi inuit (arctique).                                                                              |                           |
| Kayak de mer             | Kayak conçu pour faire des promenades ou des randonnées en mer.                                                                                  |                           |
| Karv                     | Petit bateau viking avec une large coque, utilisé pour la guerre, le transport de marchandises et en croisière.                                  | Jernalder (9288935543)    |
| Kerror                   | |                           |
| Ketch                    | Voilier à deux mâts. | Norda                     |
| Keulnaar                 | |                           |
| Kistie                   | |                           |
| Knarr (ou knorr / knörr) | Navire marchand à bordages à clin utilisé par les Vikings.                                                                                       |                           |
| Koff                     | Type de voilier, proche d'une flûte et d'une galiote utilisé pour la navigation côtière au large de la Belgique, des Pays-Bas et de l’Allemagne. | Kofschip                  |
| Kogge                    | Voilier de commerce utilisé en mer du Nord au cours du Moyen Âge.                                                                                | Hansekogge Bremerhaven uf |
| Koleh                    | |                           |

## L
| Type                 | Description succincte | Image |
| -------------------- | --- | ----- |
| lanche               | Embarcation de pêche non motorisée de la communauté de pêcheurs Imraguens utilisée notamment en Mauritanie. |       |
| Langard              | Navire portant un gréement très proche de celui d'un brick. |       |
| Langoustier          | Bateau de pêche à la langouste. |       |
| Lantcha              | Grande embarcation malaise. |       |
| Lantione             | Galère chinoise. |       |
| Laser                | Classe de dériveur solitaire (une seule personne peut monter à bord pour barrer et régler la voile) monotype très populaire. |       |
| Lasse                | Voir Plate (même page) |       |
| Liberty ship         | 2 710 cargos construits aux États-Unis au cours de la Seconde Guerre mondiale, son nom fait suite à la déclaration du président Franklin Delano Roosevelt, affirmant la volonté des États-Unis d'être l'arsenal du monde libre. |       |
| Liburne              | Type de bateau léger qui tire son nom de la Liburnie. |       |
| Ligneur              | Bateau de pêche qui utilise comme engins de pêche soit des lignes à main, de traîne, des cannes ou encore des palangres. |       |
| Liner                | Navire spécialisé dans le transport de passagers en haute mer. |       |
| Littoral combat ship | Frégates légères furtives de l’US Navy, duquel sont issues les classes Freedom et Independence. |       |
| Lougre               | Ancien type de bateau utilisé sur les côtes de la Manche et en océan Atlantique. |       |

## M
| Type               | Description succincte | Image |
| ------------------ | --- | --- |
| Mahonne            | Chaland principalement à rames et gréement amovible, de grandes dimensions, spécifique de la mer Noire.                                        | Mahoana Pontica |
| Maison flottante   | Type de logement flottant, aménagé sur un bateau, une péniche, ou une plateforme à flotteur, motorisée ou non, sur l'eau.                      | Cabane flottante 01 |
| Manché             | | |
| Man'o'war          | Navire de guerre apparu au xviie siècle dans les marines de guerre française et anglaise.                                                      | Victory by Constable |
| Marie-salope       | Chaland destiné à recevoir les vases et sables extraits par dragage.                                                                           | Baggerwerkzaamheden op de Langwarder Wielen (in 2018) 49 |
| mascareta (it)     | | |
| Menaïca            | Embarcation utilisée dans le sud de l'Italie, dirigée à la voile ou à l'aviron.                                                                | |
| Méthanier          | Navire servant à transporter du gaz naturel liquéfié dans ses citernes.                                                                        | LNG tanker model |
| Minéralier         | Navire spécialement renforcé pour le transporter des marchandises lourdes en vrac, en particulier du minerai de fer.                           | Cape Garland |
| Mistic             | | |
| Mistique           | | |
| Monocoque          | Bateau constitué d'une seule coque, contrairement à un multicoque.                                                                             | |
| Motomarine         | Aussi nommée jet-ski, scooter des mers, moto aquatique ou véhicule nautique à moteur c'est un petit véhicule de loisir nautique.               | Vattenskoter2 |
| Morutier           | Bateau équipé pour la pêche à la morue. | Commercial fishing |
| Monoxyle           | Embarcation construite dans une unique pièce de bois taillée dans un tronc d'arbre (à l'inverse des embarcations polyxyles).                   | |
| Mouilleur de mines | Navire de guerre des mines spécialisé dans la mise à l'eau (mouillage) des mines sous-marines.                                                 | FNS Uusimaa Helsinki 1 |
| Moulin bateau      | Moulin à eau installé sur un bateau dans le cours d'une rivière ou d'un fleuve et qui peut donc se déplacer pour profiter du meilleur courant. | Schiffsmuehle verzey |
| Mourre de pouar    | Barque de pêche traditionnelle à voile et à fond plat, utilisée en Méditerranée.                                                               | Galineto 04-1- |
| Mulet (bateau)     | | |
| Multicoque         | Bateau constitué de plusieurs coques distinctes (catamarans, trimarans etc.).                                                                  | COLLECTIE TROPENMUSEUM Een Chinese kleinhandelaar wordt door twee mannen geholpen bij het binnenhalen van de vlerkprauw op de Sagea-rivier Halmahera TMnr 10002756 |

## N
| Type                                | Description succincte | Image |
| ----------------------------------- | --- | --- |
| Nageret                             | | |
| Nave (bateau)                       | | |
| Navire à double-action              | Type de navire conçu pour opérer en marche avant en eaux libres et en marche arrière dans la glace. Ainsi, le navire peut naviguer de façon autonome dans des conditions de glace difficiles mais également rivaliser avec la performance des navires traditionnels quand il navigue en eaux libres.            | Mastera 20JUN07 p06 |
| Nave (bateau)                       | | |
| Navire à grande vitesse             | Bateaux naviguant à vitesse élevée et généralement affectés au transport de passagers et des véhicules. | SpeedOne (1) |
| Navire à passagers                  | Navires, bateaux ou vedettes dont le rôle principal est de transporter des passagers que ce soit pour traverser une étendue d'eau ou pour du tourisme. | Paris-bateau-parisien cropped |
| Navire bétailler                    | Navires construits dans le but unique du transport de bétail. | Sheep Ship 2 |
| Navire cargo                        | Navire de commerce ou navire marchand dont le rôle consiste à transporter des marchandises sous diverses formes en utilisant la voie maritime. | Crgot Taillefer III Port de palais, Bretagne                                                                                             |
| Navire citerne                      | En anglais tanker, ce navire de charge est utilisé pour le transport de liquides en vrac, majoritairement fossiles, il peut aussi s'agir de produit alimentaire liquide (huile, sucre, vin). | Schooner 'Thomas W. Lawson' 1902-1907a                                                                                                   |
| Navire collecteur de renseignements | Navire conçu pour recueillir des renseignements électroniques. Né durant la guerre froide, c'étaient d'abord des navires marchands et pêcheurs. | Dupuy-de-Lome-photo10 cropped |
| Navire de commerce                  | Navire ou un bateau conçu pour être utilisé à des fins commerciales. | 2017 ship and beach huts |
| Navire de défense côtière           | Également appelés navire de défense portuaire (NDP), ce sont des navires de guerre polyvalents (de patrouille, recherches et sauvetages, défense des ports, patrouille des pêches, de minage et déminage). | |
| Navire de forage                    | Bateau équipé d'un matériel de forage, le plus souvent utilisé pour la prospection des combustibles fossiles, parfois à des fins scientifiques (géochimie…). | |
| Navire de guerre                    | Navire (ou sous-marin) faisant partie des forces armées. | Uss iowa bb-61 pr |
| Navire de guerre des mines          | Navire de guerre utilisé dans des opérations navales dites de guerre des mines et conçu pour détecter, détruire ou mouiller des mines marines. | M-35 Duero |
| Navire de ligne                     | Navire de guerre qui fut le fondement de la guerre navale entre les marines européennes, du début du xviie siècle au milieu du xxe siècle. qui combattait principalement avec son artillerie navale. | TheNapoleonAtToulonIn1852ByLauvergne |
| Navire de pêche                     | Ensemble des navires pratiquant la pêche. | YarmouthNS FishingBoats |
| Navire de ravitaillement offshore   | Navire ravitailleur destiné au soutien des plates-formes de forage en mer. | Anchor Handling Tugs at Scrabster - geograph.org.uk - 583080                                                                             |
| Navire de services                  | Navires et bateaux dont le rôle est de fournir un service soit à d'autres navires, soit à une activité humaine quelconque, que ce soit directement (comme lors d'un remorquage) ou indirectement (lors des dragages). En particulier, ces navires ne sont pas destinés à transporter du cargo ou des passagers. | |
| Navire-école                        | Navire destiné à la familiarisation, la découverte ou encore la formation de professionnels aux métiers de la mer et de la navigation. | Jeanne D Arc 4 |
| Navire frigorifique                 | Navire de charge transportant des produits périssables (par exemple les fruits, la viande) doté de systèmes de réfrigération. Aussi appelé reefers ou encore polythermes (s'ils peuvent transporter des produits à différentes températures).                                                                   | Salica Frigo |
| Navire hôpital                      | Bateau construit, transformé ou aménagé, en vue de porter secours à des naufragés, des blessés ou des malades. | Hospital ship-Esperanza del Mar |
| Navire musée                        | Navire ou bateau préservé et converti en musée public. | HMSVictory Mk2 |
| Navire négrier                      | Bateau ou un vaisseau qui transportait des esclaves noirs (dits « nègres ») pour en faire commerce. Généralement d'un navire de seconde main. | Plan, profil et distribution du navire La Marie Séraphique de Nantes                                                                     |
| Navire océanographique              | Navire de recherche scientifique en mer (historiquement parfois espions), (océanographie, météorologie, études de courants marins, de la flore et de la faune aquatique, etc.). | RV Belgica |
| Navire sablier                      | Navire chargé d'extraire les granulats marins (sables, graviers, etc.) à faible profondeur pour entretenir les ports ou d'extraire des matériaux. | Concarneau - Drague Michel DSR (détail)                                                                                                  |
| Navire semi-submersible             | Navire transporteur de colis lourds qui a la particularité de pouvoir s'enfoncer dans l'eau pour charger sa cargaison en se glissant en dessous. Ils sont particulièrement adaptés au transport d'objets volumineux (autres navires, plates-formes pétrolières.                                                 | Mighty Servant loading an oil platform                                                                                                   |
| Navire transporteur de colis lourds | Navire de charge conçu spécialement pour transporter des charges encombrantes ou inhabituellement lourdes (par exemple des éoliennes). | US Navy 060109-N-3019M-012 The heavy lift vessel MV Blue Marlin enters Pearl Harbor, Hawaii with the Sea Based X-Band Radar (SBX) aboard |
| Nef (bateau)                        | Grand navire de la fin du Moyen Âge permettant un gros emport de charge à la période des croisades. Héritée des drakkars. | SantaMaria |
| Negue-chien                         | Bette trop usée pour servir encore, qu'on emplissait de chiens errants que l'on finissait par couler ensemble. Désigne aussi un mauvais bateau. | |
| Nephtis                             | | |
| Neure (bateau)                      | | |
| Ngalawa                             | Type de pirogue à balanciers traditionnel utilisé par les populations Swahili en Afrique de l'Est manœuvré également à la rame. | Ngalawa, Zanzibar (8022775031) |
| Norvégienne                         | | |

## O
| Type                   | Description | Image |
| ---------------------- | --- | ----- |
| Océan                  | Type de petit bateau à voile, utilisé dans la région parisienne au cours de la deuxième moitié du XIXe siècle.                                        |       |
| Oneraria               | Navire romain qui accompagnait une flotte ou servait pour transporter du fret pouvant transporter en moyenne 3 à 4000 amphores.                       |       |
| Optimist               | Type de voiliers solitaire pour l'usage des enfants utilisé pour l'initiation. C'est l'un des plus populaires au monde.                               |       |
| Orang-bohé, orang-bahé | |       |
| Oumiak                 | Aussi appelé umiak, umiaq, umiac ou oumiak, c'est un type de grand canoë traditionnel utilisé par les peuples autochtones du Nord (notamment Inuits). |       |

## P
| Type                                      | Description succincte | Image                                                                                               |
| ----------------------------------------- | --- | --------------------------------------------------------------------------------------------------- |
| Pabouk                                    | Classe de petit voilier quillard à ballast liquide. | Brest 2012 Pabouk                                                                                   |
| Padewakang                                | Type de voilier traditionnel du sud de l'île de Sulawesi en Indonésie utilisé pour la pêche et le commerce.                                                                                                | Tekening van een inlands vaartuig uit de Oostindische Archipel een Paduakang                        |
| Pahic                                     | | |
| Palandrie                                 | | |
| Palangrier                                | Navire armé pour la pêche à la palangre. | Le palangrier-fileyeur "Meaban" (1)                                                                 |
| Palme (bateau)                            | | |
| Pamban-manché                             | | |
| Pamphile                                  | | |
| Panamax                                   | Terme désignant les navires dont les dimensions était maximum pour rentrer dans les écluses du canal de Panama.                                                                                            | Panama Canal watching clearance                                                                     |
| Panoure                                   | | |
| Panse (bateau)                            | | |
| Pansway                                   | | |
| Paquebot                                  | Navire spécialisé dans le transport de passagers en haute mer, que son but soit d'assurer une liaison (paquebots de ligne) ou bien un voyage d'agrément (paquebots de croisière).                          | Queen Mary 2 Quebec                                                                                 |
| Paquebot transatlantique                  | Paquebot de ligne destiné à la traversée régulière de l'océan Atlantique entre l'Europe et les Amériques.                                                                                                  | 2007 0ct Queen Mary 2                                                                               |
| Paranza ou Paranzella                     | Type de navire rencontré principalement en Méditerranée, apparenté à la Palanza d'origine napolitaine. Il servait au transport de marchandises et à la pêche.                                              | Paranza (historical ship)                                                                           |
| Paraos                                    | | |
| Pareggia                                  | | |
| Patache                                   | Sous l'Ancien Régime, bateau fluvial avec lequel les douaniers chargés de la gabelle (l'impôt sur le sel), surveillaient contre la contrebande et contrôlaient.                                            | Pataches sur le plan de Turgot (1734–1736) (détail)                                                 |
| Patamar                                   | | |
| Patilé                                    | Aussi appelé patilès, patile, patalia ou patella, ce bateau est un type de grande barge de transport de marchandises à voile et à perche utilisé sur le Gange jusqu'au xxe siècle.                         | Notice historique sur les divers modes de transport par mer - patilé                                |
| Patrouilleur                              | Bateau mis en œuvre par une marine militaire, douane, garde-côtière, police ou administration civile d'un État pour assurer différentes missions de souveraineté (police des pêches, de la navigation...). | Glorieuse-01                                                                                        |
| Peata (it)                                | | |
| Pédalo                                    | Bateau déplacé grâce au pédalage des passagers. | Waterfiets2                                                                                         |
| Péniche                                   | Type de bateau de transport fluvial, pour le transport de marchandises, accessible et couverte par des d'écoutilles.                                                                                       | |
| Péniche de débarquement                   | Navire de guerre spécialisé dans les opérations de débarquement de troupes et d'unités de l'armée de terre.                                                                                                | USS Fort McHenry;10124305                                                                           |
| Pentamaran                                | Un pentamaran est un navire comportant cinq coques.Il existe deux architectures différentes : | |
| Pentécontère                              | Bateau de guerre à 50 rameurs – d’où son nom – d'environ 35 mètres de long, pour 5 mètres de large. | Penteconter, 5th century BC, Greece (model)                                                         |
| Peota (it)                                | | |
| Perana                                    | | |
| Périssoire                                | Type de canot existant pour les balade (monoplace) et pour la course. | G. Caillebotte - Les Périssoires (1877)                                                             |
| Pétrolier                                 | Navire-citerne servant à transporter le pétrole ainsi que ses dérivés (essence). | Brosen tugboats tanker                                                                              |
| Phajofnée                                 | | |
| Phosphatier                               | Navire vraquier spécialisé dans le transport de phosphates. | Nauru-phosphateship2                                                                                |
| Phosphoriquier                            | Un phosphoriquier est un navire chimiquier destiné au transport d'acide phosphorique. Les propriétés de cet acide imposent un revêtement adapté dans les cales.                                            | |
| Piahiap                                   | | |
| Picoteux                                  | Petit canot à voiles et rames, très fréquent sur les côtes de la Manche jusque dans les années 1960. Il peut servir d'annexe à une chaloupe ou constituer un excellent bateau de pêche côtier.             | Musee Tatihou3305                                                                                   |
| Pinardier                                 | Navire-citerne destiné au transport du vin en vrac, son nom vient du « pinard » en langage familier. | |
| Pinasse (navire)                          | Le terme est plus lié à son utilisation qu'un nom de type de navire, car presque n'importe quel navire aurait pu être une pinasse.                                                                         | Arka Noego                                                                                          |
| Pinasse (pirogue)                         | Type de pirogue traditionnelle sur le fleuve et ses affluents. C'est l'embarcation de prédilection du peuple Bozo et des agriculteurs vivant sur les rives du Niger.                                       | Pinasse collective                                                                                  |
| Pinasse du bassin d'Arcachon ou pinassote | Petite embarcation à fond plat, à voile au tiers et avirons puis à moteur utilisée traditionnellement pour la pêche et l'ostréiculture.                                                                    | Pinasse1727                                                                                         |
| Pidjadjap                                 | | |
| Pinisi                                    | Voilier traditionnel d'Indonésie. Autrefois, il était équipé de deux mâts et de 7 voiles, la plupart ont été motorisés.vLe pinisi est toujours utilisé pour le transport de marchandises d'île à île.      | Taopere                                                                                             |
| Pink (bateau)                             | | |
| Pinnace                                   | | |
| Pinque                                    | La pinque se caractérisant par une pourpe assez relevée, il avait un fort tonnage, de l'ordre de 200 à 300 tonneaux.                                                                                       | Pinque génois embarquant des marchandises                                                           |
| Pirogue                                   | Type d'embarcation longue et étroite, souvent fait d'un seul tronc d'arbre creusé déplacée grâce à une voile ou à des pagaies.                                                                             | Pirogue 010                                                                                         |
| Pirogue à balancier                       | rincipal type de voilier du Pacifique et de l'océan Indien. Le modèle le plus courant est constitué d'une coque principale creusée dans un tronc dont la stabilité est assurée par un balancier.           | Outrigger canoe in Kenya                                                                            |
| Planche à voile                           | Type d'embarcation à voile minimaliste constituée d'une simple planche ou flotteur, et d'une voile. | ASpexi-25151-Edit                                                                                   |
| Plate                                     | La plate désigne deux choses : d'abord un bateau ostréicole. Mais aussi une barque à fond plat du marais poitevin (qu'on appelle aussi batai, ou lasse en Charente-Maritime).                              | Oléron-Bateau huitres                                                                               |
| Plett                                     | | |
| Pointu                                    | Famille de barque de pêche traditionnelle emblématique de la Provence méditerranéenne. | Vieux port de Marseille                                                                             |
| Polacre                                   | Ancien type de voilier méditerranéen de gréement mélangeant voiles carrées et voiles latines. | Polacre San Nicolo-Antoine Roux-p17                                                                 |
| Polacron                                  | | |
| Ponton                                    | Un ponton peut être :Sur les autres projets Wikimedia : | Port de Vannes quai Eric Tabarly                                                                    |
| Poon                                      | | |
| Porte-aéronefs ou Porte-avions            | Navire de guerre permettant le lancement et la réception d'aéronefs (avions de combat, hélicoptères) à partir de son pont.                                                                                 | USS Gerald R. Ford (CVN-78) arrives at Naval Station Norfolk on 14 April 2017                       |
| Porte-barges                              | | |
| Porte-conteneurs                          | Navire de charge destiné au transport de conteneurs à l'exclusion de tout autre type de conditionnement de marchandises.                                                                                   | Container ships President Truman (IMO 8616283) and President Kennedy (IMO 8616295) at San Francisco |
| Porte-hélicoptères                        | Navire de guerre doté d'hélisurfaces et d'héliport. Il est optimisé pour la mise en œuvre d'hélicoptères.                                                                                                  | Jeanne D Arc DN-ST-87-01219                                                                         |
| Postillon                                 | | |
| Poudouacan                                | | |
| padouhan                                  | | |
| Pousseur                                  | Bateau spécialisé dans le transport fluvial du poussage. Permet de faire des convois atteignant jusque 180m.                                                                                               | Le Pecq péniche sur Seine 002                                                                       |
| Prao                                      | Type général de voilier multicoque indonésien dérivé des pirogues à balancier des îles de la Polynésie. Connu sous les noms de perahu, prau, prauw ou prow.                                                | Pirogue Nouvelle Calédonie                                                                          |
| Prame                                     | Embarcation utilitaire non pontée à fond plat née dans l'antiquité. | |
| Propanier                                 | | |
| Pros                                      | | |
| Pyroscaphe                                | Type de navire généralement apte à la navigation en haute mer/trans-océanique propulsé par des moteurs à vapeur                                                                                            | Bailey Gatzert near Cascade Locks, circa 1910                                                       |

## Q
| Type                 | Description | Image       |
| -------------------- | --- | ----------- |
| Quatre-mâts          | Grand navire à voiles, doté de quatre mâts : le mât de misaine (à l'avant), le grand mât avant, le grand mât arrière et le mât d'artimon (à l'arrière). | Esmeralda 2 |
| Quatre-mâts carré    | Voilier à quatre mâts dont tous les mâts sont gréés en voiles carrées.                                                                                  |             |
| Quatre-mâts goélette | Voilier gréé de quatre-mâts constitué d'un mât de misaine entièrement gréé de voiles carrées et de 3 autres mâts entièrement gréés en voiles auriques.  |             |
| Quatre-mâts barque   | Voilier à quatre-mâts à voiles carrées dont seul le mât arrière (mât d'artimon) est gréé exclusivement en voiles auriques.                              |             |
| Quillard             | Voilier possédant un lest placé très bas lui permettant d'avoir un couple de redressement important généralement utilisé en voile sportive.             |             |
| Quinquérème          | Type de galère antique qui se caractérise par la présence de cinq rameurs par section verticale. Les rameurs manœuvrent une seule rame à plusieurs.     |             |

## R
| Type             | Description | Image                   |
| ---------------- | --- | ----------------------- |
| Rabelo           | Embarcation à fond plat utilisé pour le transport du vin sur le fleuve Douro au Portugal. |                         |
| Radeau           | Type d'embarcation basse sur l'eau utilisé parfois dans des conditions particulières (par exemple un naufrage) fait d'un assemblage de divers objets flottants (bois, bidons, caisses, etc.).                    |                         |
| Radeau de survie | Engin collectif de sauvetage (rigide ou gonflable) conçu pour procurer un refuge fiable même dans les conditions les plus extrêmes.                                                                              |                         |
| Rafiot           | Barque de pêche traditionnelle des côtes méditerranéennes de France, notamment de la région de Toulon. Désigne ausside façon péjorative un bateau en mauvais état.                                               |                         |
| Rafiau           | Synonyme de "Pointu" à Toulon. | Vieux port de Marseille |
| Raft             | Radeau pneumatique utilisé en descente de rivière. |                         |
| Ramberte         | Type de bateau de transport fluvial sur la Loire, sans voile ni rame qui se gouverne à l'aide d'une piautre. Elle transportait essentiellement le charbon.                                                       |                         |
| Ravitailleur     | Type de navire cargo servant à ravitailler un autre navire, une plate-forme pétrolière ou une base navale (principalement en carburant). Il repart régulièrement en évacuant les déchets.                        |                         |
| Rechifté         | Bac utilisé sur le canal de Constantinople. |                         |
| Remorqueur       | Petits bateaux très puissants et très manœuvrables, servant à guider, tirer, pousser les gros bateaux entrant et sortant des ports. Il en existe des plus gros pour le remorquage des plates-formes pétrolières. |                         |
| Rigue            | Embarcation utilisé sur le Rhône, voir Sisselande. |                         |
| Roulier          | Navire spécialisé pour le transport de véhicules. On les dénomme aussi ro-ro, de l'anglais roll-on/roll-off signifiant littéralement « rentrer en roulant, sortir en roulant».                                   |                         |
| ROV              | Un véhicule sous-marin téléopéré (ou ROV, Remotely Operated underwater Vehicle) est un petit robot sous-marin contrôlé à distance permettant une acquisition rapide et sécurisée d’informations.                 |                         |

## S
| Type                                                  | Description succincte | Image                                                              |
| ----------------------------------------------------- | --- | ------------------------------------------------------------------ |
| Sacolève scouna                                       | |                                                                    |
| Sacolève trahannedira                                 | |                                                                    |
| Saëtte                                                | |                                                                    |
| Saique                                                | Type ancien de petits bateaux rustiques, à rames ou à voiles, utilisés dans le bassin oriental de la Méditerranée et en mer Noire. Il connait des versions modernes motorisées plus imposantes et confortables. | Saïque à l'ancre (fin XVIIeme siecle)                              |
| Sammereux                                             | |                                                                    |
| sammereus                                             | |                                                                    |
| Sampan                                                | Type de bateau chinois ou malais en bois à fond plat utilisé principalement en Asie du Sud-Est pour la pêche côtière, le cabotage ou comme habitation flottante permanente.                                     | Indonesian Sampan                                                  |
| Sambouk                                               | Voilier traditionnel à deux mâts et voiles triangulaires, originaire de la mer Rouge et typique de la péninsule arabique.Proche du baggala.                                                                     | Dhau                                                               |
| Sandeq                                                | Voilier traditionnel rapide à balanciers indonésien du pays mandar, d'une longueur de 7 à 11 mètres. Sa forme effilée lui vaut son nom au bateau dont c'est le sens en langue mandar.                           | Bateaux 615                                                        |
| Sanpan                                                | |                                                                    |
| Sandolo                                               | Barque traditionnelle à fond plat de couleur noire à une rame utilisée dans la ville de Venise en Italie. C'est une variante de la gondole.                                                                     | Venice - Sandolo                                                   |
| Sandbagger                                            | Voilier dont la surface de voilure est disproportionnée à leur taille. | The Sandbagger A.J. Allaire, Long Island 1885, by William G. Yorke |
| Sangue                                                | |                                                                    |
| Sardinier                                             | Bateau de pêche rustique spécialisé dans la capture de la sardine. | Chaloupes sardinières Douarnenez 2                                 |
| Savoyarde                                             | |                                                                    |
| Schooner                                              | Voilier équipé de deux à sept mâts. | Atalanta                                                           |
| Scooter sous marin                                    | |                                                                    |
| Scoridor                                              | |                                                                    |
| Scute (bateau)                                        | Famille architecturale de bateaux multitâches, de pêche ou de transport présente dans toute l'Europe continentale, nordique et atlantique, du Moyen Âge jusqu'à il y a peu.                                     | Sint-Pieter                                                        |
| Sélandre                                              | |                                                                    |
| Senau                                                 | Deux-mâts, gréé en voiles carrées, proche du brick utilisé autrefois dans le commerce ou la marine de guerre.                                                                                                   | Snow                                                               |
| Senneur ou Seineur                                    | Navire de pêche conçu pour la pêche à la senne. Le type de senneur le plus répandu est le thonier senneur (pour la pêche au thon).                                                                              | Skiff tuna purser                                                  |
| Sept-mâts                                             | Navire à voiles doté de sept mâts. Il en a existé un seul, qui fut construit en 1902 et coula en 1907. | StateLibQld 1 172555 Thomas W. Lawson (ship)                       |
| Sharpie                                               | Voiliers à fond plat et dérive centrale du Connecticut. Ils sont conçus et adoptés par les ostréiculteurs avant d'être étendu à la navigation de plaisance en Europe et en Amérique du Nord.                    | Jangada Seite-kl                                                   |
| Sinago                                                | Type de petit voilier à deux mâts utilisé traditionnellement pour la pêche et le cabotage dans le golfe du Morbihan.                                                                                            | Sinagot-les-trois-freres                                           |
| Sitiha                                                | |                                                                    |
| scitia                                                | |                                                                    |
| Six-mâts                                              | |                                                                    |
| Skiff                                                 | Types de bateaux assez léger pour créer une vague et la dépasser en passant au déjaugeage (la majorité des dériveurs sont des Skiff).                                                                           |                                                                    |
| Sloop                                                 | Voilier à un mât gréé en voile aurique à un seul foc. | Sloop                                                              |
| Smak                                                  | |                                                                    |
| Sneakbox                                              | |                                                                    |
| Snekkja                                               | Type de bateau viking de guerre déstiné au transport de troupes, il faisait partie des plus grands et performant navires qu'ils construisaient.                                                                 |                                                                    |
| Snik                                                  | |                                                                    |
| Soïma                                                 | |                                                                    |
| Bateau solaire                                        | Bateau propulsé par un moteur électrique alimenté par des panneaux photovoltaïques. | Solarboot 01 KMJ                                                   |
| Soufrier                                              | Navire chimiquier spécialisé dans le transport de soufre à l'état liquide (>= 135C°). |                                                                    |
| Sous-marin                                            | Navire submersible capable de se déplacer en surface et sous l'eau. |                                                                    |
| Sous-marin anaérobie                                  | Sous marin autonome en plongée. | U Boot 212 HDW 1                                                   |
| Sous-marin nucléaire lanceur de missiles de croisière | | Oscar class submarine 3                                            |
| Sous-marin nucléaire lanceur d'engins                 | Sous-marin à propulsion nucléaire navale de très grande taille, sa mission est la dissuasion nucléaire. |                                                                    |
| Sous-marin nucléaire d'attaque                        | Sous-marins à propulsion nucléaire qui ont pour seule mission la dissuasion nucléaire. | SS-571-Nautilus-trials                                             |
| Sous-marin de sauvetage                               | Petit sous-marin de plongée profonde conçu pour recueillir l'équipage d'un sous-marin en perdition qui serait posé sur le fond marin.                                                                           | India class 2                                                      |

## T
| Type                                             | Description succincte | Image                                                                     |
| ------------------------------------------------ | --- | ------------------------------------------------------------------------- |
| Taffarel (bateau)                                | |                                                                           |
| Tanker                                           | Navire de charge utilisé pour le transport de liquides en vrac.                                                                                  | Schooner 'Thomas W. Lawson' 1902-1907a                                    |
| Tapeau                                           | |                                                                           |
| Tartane                                          | Bateau à voile caractéristique de la Méditerranée.                                                                                               | Tartane                                                                   |
| Taureau (bateau)                                 | |                                                                           |
| Tchickirne                                       | |                                                                           |
| Tekhõsen                                         | |                                                                           |
| Tender (bateau à passagers)                      | |                                                                           |
| Tender (bateau de ravitaillement)                | Type de bateau de soutien logistique (transport de personnes ou de fournitures)                                                                  | Tender Donau A516                                                         |
| Tepukei                                          | Type de pirogue à balancier traditionnel à voiles austronésiennes.                                                                               | Südseeabteilung in Ethnological Museum Berlin 11d                         |
| Terre-neuvas                                     | | Terre-neuvas St-Servan mai 1916                                           |
| Terre-neuvier                                    | Normandie et en Bretagne, aux bateaux équipés pour aller pêcher la morue.                                                                        | Deux terre-neuviers français en 1710                                      |
| Thonier                                          | Navire de pêche spécialisé dans la pêche au thon.                                                                                                | Albatun Dod                                                               |
| Tillole                                          | Petite embarcation à fond plat traditionnellement utilisée pour la pêche et l'ostréiculture.                                                     | Pinasse1727                                                               |
| Tjalk                                            | Types de voiliershollandais pouvant servir aussi bien pour la navigation fluviale que la navigation maritime.                                    | Viergebroeders                                                            |
| Tjotier                                          | |                                                                           |
| Topo                                             | Barque de transport utilisée dans la lagune de Venise en Italie.                                                                                 | Topo (historical ship)                                                    |
| Torpilleur                                       | Petit navire de guerre relativement rapide et manœuvrant qui n'est plus utilisé.                                                                 | Engelse Motor Torpedo Boat waarmee Hans Hoets in 1944 het Kanaal overstak |
| Toue de la Loire                                 | |                                                                           |
| Toueur à chaîne                                  | |                                                                           |
| Trabaccolo                                       | Type de caboteur à voile vénitien. | Trabaccolo, navire de l'Adriatique, début du XIXe siècle                  |
| Traîère                                          | |                                                                           |
| Traînière                                        | Ancienne barque de pêche à rame ou parfois à voile originaire de la Cantabrie (nord de l'Espagne).                                               | Ciboure Trainières                                                        |
| Transatlantique                                  | Paquebot de ligne destiné à la traversée régulière de l'océan Atlantique entre l'Europe et les Amériques.                                        | 2007 0ct Queen Mary 2                                                     |
| Transbordeur ou traversier (voir Ferry (navire)) | | Alphonse-Desjardins                                                       |
| Transporteur de véhicules                        | Navire spécialisé pour le transport de véhicules                                                                                                 | Cuxhaven 07-2016 photo24 Outer Elbe                                       |
| Trière                                           | Galère de combat antique pouvant recevoir 170 rameurs étagés sur trois rangs.                                                                    |                                                                           |
| Trimaran                                         | Bateau de plaisance à trois coques : 2 flotteurs situés de part et d'autre d'une coque centrale plus volumineuse.                                | Gitana 11                                                                 |
| Trirème romaine                                  | |                                                                           |
| Trirème malaise à balancier                      | |                                                                           |
| Trois-mâts                                       | Terme générique pour désigner un navire à voile comportant trois mâts verticaux : mâts de misaine (avant), grand-mât et mât d'artimon (arrière). |                                                                           |
| Trois-mâts barque                                | Navire à voiles de trois mâts verticaux, dont le mât de misaine (à l'avant) et le grand mât (au centre) sont gréés en voiles carrées.            | Jackass bark                                                              |
| Trois-mâts carré                                 | Navire à voile de trois-mâts dont tous les mâts sont gréés en voiles carrées.                                                                    | 3mast-fullrigged                                                          |
| Trois-mâts goélette                              | Voilier à trois mâts aussi appelé barquetine ou barquetin en anglais.                                                                            | ORP ISKRA II                                                              |
| Trunkdeck                                        | Navire de commerce à turret. |                                                                           |
| Turf tialk                                       | |                                                                           |
| Turret-deck                                      | Navire de commerce. |                                                                           |
| Txalupa                                          | Chaloupe basque servant principalement à la pêche en mer.                                                                                        |                                                                           |

## U
| Type                  | Description succincte                                                           | Image |
| --------------------- | ------------------------------------------------------------------------------- | ----- |
| Unterseeboot          | Sous-marins allemands des deux guerres mondiales.                               |       |
| Usser, Usserius, Uxer | Voir Huissier. Embarcation médiévale transportant les chevaux pour les croisés. |       |

## V
| Type                  | Description succincte | Image                                     |
| --------------------- | --- | ----------------------------------------- |
| VA'A                  | Mot en samoan, hawaïen et tahitien qui signifie «bateau» ou «canoë».                                                                      | Hawaiki Nui Va'a 3                        |
| Vaca                  | |                                           |
| Vaisseau              | Autre nom pour désigner un navire. |                                           |
| Vaisseau fantôme      | Navire maudit qui, selon une légende, est condamné à errer sur les océans.                                                                | The Flying Dutchman by Charles Temple Dix |
| Vaisseau de ligne     | Navire de guerre qui au moment de la guerre navale entre les marines européennes.                                                         | TheNapoleonAtToulonIn1852ByLauvergne      |
| Vaisseau de 74 canons | Vaisseau de guerre de troisième rang portant deux ponts d'artillerie.                                                                     | Trafalgar mg 9431                         |
| Vaquelotte            | Petit bateau de pêche à voile que l'on trouvait un peu partout le long des côtes du Cotentin, en France.                                  |                                           |
| Vedette (militaire)   | Bateau militaire qui assure la souveraineté d'une entité administrative.                                                                  | Glorieuse-01                              |
| Voilier               | Bateau à voiles propulsé par la force du vent.                                                                                            | Bateaugoelette                            |
| Voiliers à prime      | Voilier de commerce dont la construction a été favorisée par un système de primes attribuées par l'état français à la fin du xixe siècle. |                                           |
| Voirolle              | |                                           |
| Voiture amphibie      | |                                           |
| Volvo Open 60         | |                                           |
| Volvo Open 70         | Catégorie de voiliers utilisée jusqu'en 2012 pour concourir dans la Volvo Ocean Race.                                                     | VOR-Annapolis                             |
| Vraquier              | Navire de charge destiné au transport de marchandises en vrac (sable, céréales, minéraux).                                                | Sabrina I cropped                         |

## W
| Type                 | Description succincte                                                                                                 | Image |
| -------------------- | --- | ----- |
| Wa                   | Pirogue à balancier à voile austronésienne des Iles Carolines                                                         |       |
| Waka                 | Pirogue maori utilisée pour voyager d'île en île.                                                                     |       |
| Walap                | Petite pirogue à balancier à voile austronésienne des Iles Marshall                                                   |       |
| Walla-walla          | Petite embarcation à moteur autrefois utilisée à travers le Victoria Harbour à Hong-Kong.                             |       |
| Warka-mowée          | Pirogue à balancier de la partie sud de Ceylan.                                                                       |       |
| Weyschuyt            | Voilier hollandais à fond plat.                                                                                       |       |
| Whaleback            | Navire cargo des grands lacs, de forme évoquant un "dos de baleine", construit aux États-Unis à la fin du XIXe siècle |       |
| Wherry de Portsmouth | |       |

## Y
| Type           | Description succincte                                                                                       | Image                   |
| -------------- | --- | ----------------------- |
| Yacht          | Bateau de plaisance à voile ou à moteur                                                                     |                         |
| Yawl           | Voilier à deux mats dont le mat d'artimon est situé à l'extrême arrière du vaisseau.                        |                         |
| Yole           | Embarcation légère et allongée propulsée à l'aviron ou à la voile.                                          |                         |
| Yole de Bantry | Embarcation légère et allongée propulsée à l'aviron ou à la voile inspirée d'une embarcation du 18e siècle. |                         |
| Youyou         | Toute petite embarcation annexe (voir annexe).                                                              | Adventuress - dinghy 02 |

## Z
| Type   | Description succincte                      | Image |
| ------ | ------------------------------------------ | ----- |
| Zaroug | Voilier traditionnel utilisé en Mer Rouge. |       |